# Czawdarci (obwód Łowecz)
Czawdarci (bułg. Чавдарци) – wieś w północnej Bułgarii, w obwodzie Łowecz, w gminie Łowecz.